# Katrin Garfoot
Katrin Garfoot (Eggenfelden, Baviera, 8 d'octubre de 1981) és una ciclista australiana, d'origen alemany. Professional des del 2014, actualment milita a l'equip Orica-Scott. És una especialista en contrarellotge, guanyadora de dos medalles de bronze al Campionat del món de l'especialitat.

## Palmarès
- 2012
  - Vencedora d'una etapa al Canberra Tour
- 2013
  -  Campiona d'Oceania en ruta
  - 1a al Mersey Valley Tour
  - 1a al Tour of the King Valley i vencedora d'una etapa
  - 1a al Tour of the Murray River i vencedora de 3 etapes
  - Vencedora d'una etapa al North Western Tour
  - Vencedora d'una etapa al National Capital Tour
- 2015
  -  Campiona d'Oceania en contrarellotge
  - Vencedora d'una etapa a la Volta a Nova Zelanda
- 2016
  -  Campiona d'Oceania en contrarellotge
  -  Campiona d'Austràlia en contrarellotge
  - 1a a la Santos Women's Tour i vencedora d'una etapa
  - 1a a la Chrono champenois
  - Vencedora d'una etapa al Ladies Tour of Qatar
- 2017
  -  Campiona d'Austràlia en ruta
  -  Campiona d'Austràlia en contrarellotge
  - Vencedora d'una etapa a l'Emakumeen Euskal Bira
- 2018
  -  Campiona d'Austràlia en contrarellotge
  - Vencedora d'una etapa al Santos Women's Tour